# 房建極
房建極（16世紀—1644年），字秉中，陝西西安府三原縣人，明朝政治人物。

## 生平
房建極曾跟隨溫純和馮從吾學習，天啟四年（1627年）中舉人，崇禎四年（1631年）成進士，擔任新鄉知縣，打敗入侵的流賊；九年調任安丘，後因違逆使者被降為布政司照磨，升太原府推官，再升為兵部車駕主事。其時李自成攻破關中，他和兒子房廷祥匿藏在荒野間，闖軍抓拿他的兒子房廷禎迫他出仕，但他拒絕；北京失陷，他在土室向北跪拜到流血，不久絕食而死，鄉人私諡貞靖。
有子房廷祥（進士）、房廷祯、房廷祚（舉人）。

## 引用
1. ↑  錢海岳《南明史·卷一百一·列傳第七十七》：邑（三原）人房建極，字秉中，崇禎四年進士，新鄉、安丘知縣，車駕主事，致仕。關中失謀，入北京。與子廷祥抵河，不得渡；涉雒水，躡王屋、武功、太白山。聞北京亡，哭泣不食死。
2. 1 2  乾隆《三原縣志·卷九·人物》：房建極，《李志》（云）字秉中，從溫恭毅馮少墟學，崇正中進士，新鄉知縣，寇氛為患，屢出奇破賊。再補安邱，拂巡使者指，左遷布政司照磨，尋擢兵部主事。將之任，李自成破關中，遂潛匿荒疃，逆闖執其子廷楨迫之，卒不出嗣。聞燕京陷，北向稽首隕血臥土室中，未幾卒，里人私諡曰貞靖。
3. ↑  乾隆《三原縣志·卷七·選舉》：崇禎辛未科（進士）房建極，知縣擢兵部主事 ……（天啟）甲子科（舉人）……房建極，官階見進士。
4. ↑  《崇祯四年辛未科进士三代履历》：房建极，義几，易四房，甲辰四月二十日生。三原人，甲子四十四，會二百二十八，三甲二百五十五名。吏部政，壬申授新乡知县，丙子调安丘知县。曾祖幾。祖時用，俱廪生。父東昺，太学生。